# Diphascon latipes
Diphascon latipes är en djurart som tillhör fylumet trögkrypare, och som först beskrevs av Mihelcic 1955.  Diphascon latipes ingår i släktet Diphascon och familjen Hypsibiidae. Inga underarter finns listade i Catalogue of Life.